# HKFA Chairman's Cup 2007-08
De Hong Kong Football Association Chairman's Cup 2007-08 was de 33ste editie van deze competitie . De reserve teams van de negen First Division League clubs en Hongkong-C-Team doen mee aan deze competitie.

## Eerste ronde
|                             |                  |                                                 |                  |                                |
| Match 1 2 april, 2008 18:30 | Citizen Reserves | 0 - 2                                           | Eastern Reserves | Hammer Hill Road Sports Ground |
| Match 1 2 april, 2008 18:30 |                  | Leung Tsz Chun 80' (pen.) Michael Hampshire 88' |                  | Hammer Hill Road Sports Ground |

|                             |                 |                          |                   |                                |
| Match 2 2 april, 2008 20:15 | Hongkong-C-Team | 0 - 0 1 - 4 (strafschop) | Workable Reserves | Hammer Hill Road Sports Ground |
| Match 2 2 april, 2008 20:15 |                 |                          |                   | Hammer Hill Road Sports Ground |

## Kwartfinale
|                         |                   |                                                          |                         |                                      |
| QF1 9 april, 2008 17:45 | Workable Reserves | 0 - 5                                                    | Bulova Rangers Reserves | Mong Kok Stadium Toeschouwers: 1,000 |
| QF1 9 april, 2008 17:45 |                   | Liang Zicheng 1' 20' 37' (pen.) To Hon To 39' Iu Wai 89' |                         | Mong Kok Stadium Toeschouwers: 1,000 |

|                         | |        |                                |                                |
| QF2 9 april, 2008 18:30 | Eastern Reserves                                                                                                  | 10 - 2 | Happy Valley Reserves          | Hammer Hill Road Sports Ground |
| QF2 9 april, 2008 18:30 | Leung Tsz Chun 3' 11' 76' Michael Hampshire 16' 38' 47' 56' Yip Tsz Chun 55' Yip Tsz Chun 79' Hon Sing Barnes 87' |        | Ma Ka Yik 5' Cheung Sai Ho 25' | Hammer Hill Road Sports Ground |

|                         |                                  |       |                      |                                |
| QF3 9 april, 2008 20:15 | Convoy Sun Hei Reserves          | 3 - 1 | South China Reserves | Hammer Hill Road Sports Ground |
| QF3 9 april, 2008 20:15 | Chan Yiu Lun 15' 36' Giovane 64' |       | Li Ling Fung 47'     | Hammer Hill Road Sports Ground |

|                         |                  |                                                     |                       |                                |
| QF4 9 april, 2008 20:15 | Kitchee Reserves | 0 - 5                                               | Wofoo Tai Po Reserves | Ma Chai Hang Recreation Ground |
| QF4 9 april, 2008 20:15 |                  | Rafael 3' 21' 34' Ho Wai Cheong 47' Sze Kin Wai 58' |                       | Ma Chai Hang Recreation Ground |

## Halve finale
|                          |                                                           |       |                                 |                                |
| SF1 16 april, 2008 18:30 | Eastern Reserves                                          | 5 - 3 | Convoy Sun Hei Reserves         | Hammer Hill Road Sports Ground |
| SF1 16 april, 2008 18:30 | Yu Ho Pong 12' Leung Chi Kui 15' 78' Yip Tsz Chun 66' 73' |       | Chan Yiu Lun 59' Carlos 76' 89' | Hammer Hill Road Sports Ground |

|                          |                         |       |                       |                                |
| SF2 16 april, 2008 20:15 | Bulova Rangers Reserves | 1 - 0 | Wofoo Tai Po Reserves | Hammer Hill Road Sports Ground |
| SF2 16 april, 2008 20:15 | Chan Ho Man 89'         |       |                       | Hammer Hill Road Sports Ground |

## Finale
|                     |                                                   |          |                                                                                      |                                |
| 30 april 2008 18:30 | Eastern Reserves                                  | 3 – 8    | Bulova Rangers Reserves                                                              | Hammer Hill Road Sports Ground |
| 30 april 2008 18:30 | Lee Sze Ming 2' Yip Tsz Chun 5' Leung Chi Kui 20' | (Report) | Lam Ka Wai 9' (pen.) 69' 79' To Hon To 13' Caleb 14' Siumar 26' 50' Lau Ka Shing 57' | Hammer Hill Road Sports Ground |

## Topscorers
| Plaats | Naam              | Team                    | Doelpunten |
| ------ | ----------------- | ----------------------- | ---------- |
| 1      | Yip Tsz Chun      | Eastern Reserves        | 5          |
| =      | Michael Hampshire | Eastern Reserves        | 5          |
| 3      | Leung Tsz Chun    | Eastern Reserves        | 4          |
| 4      | Betine            | Wofoo Tai Po Reserves   | 3          |
| =      | Lam Ka Wai        | Bulova Rangers Reserves | 3          |
| =      | Liang Zicheng     | Bulova Rangers Reserves | 3          |
| =      | Chan Yiu Lun      | Convoy Sun Hei Reserves | 3          |
| =      | Leung Chi Kui     | Eastern Reserves        | 3          |
| 9      | To Hon To         | Bulova Rangers Reserves | 2          |
| =      | Siumar            | Bulova Rangers Reserves | 2          |
| =      | Carlos            | Convoy Sun Hei Reserves | 2          |